# Dierna timandra
Dierna timandra là một loài bướm đêm trong họ Noctuidae.